# استاخانوف (اوکراین)
کادیوکا (به اوکراینی: به اوکراینی) شهری در استان لوهانسک در کشور اوکراین واقع شده‌است. جمعیت این شهر ۷۳,۷۰۲ نفر (۲۰۲۱ تخمینی) است.

## نام
قبل از ۱۹۳۷ این شهر به نام کادیفکا شناخته می‌شد. از سال ۱۹۳۷تا ۱۹۴۰این شهر به افتخار سرگو ارجونیکیدزه، سرگو (به اوکراینی: سپرو، رومی شده: سرهو) نام گرفت و سپس از سال ۱۹۴۰ تا ۱۹۷۸ این شهر دوباره به نام کادیفکا شناخته شد.